# أنقليس ثعباني مرقط طويل الزعنفة
أنقليس ثعباني مرقط طويل الزعنفة (الاسم العلمي: Myrichthys aspetocheiros) هو نوع من الأنقليس، يتبع فصيلة الأنقليس الثعباني.